# 帕特里西奧林奇島
帕特里西奧林奇島是智利的島嶼，位於該國南部，由伊瓦涅斯將軍艾森大區負責管轄。该岛面積561平方公里，海岸線長度255公里，最高點海拔高度853米。该岛得名于19世纪智利海军将领帕特里西奥·林奇。
阿拉卡盧夫人自6,000年前聚居該島沿岸。
48°37′S 75°26′W / 48.617°S 75.433°W